# أبطال عاصفة الصحراء (فلم)
أبطال عاصفة الصحراء هو فيلم أنتج عام 1991 وتدور قصته حول حرب الخليج الثانية من وجهة نظر العديد من المشاركين.

## القصة
هذا ليس كتابا عن الحرب. إنه كتاب عن الناس وكيف لمست حياتهم من قبل عاصفة الصحراء. من الجنود المحليين الذين عاشوا في الرمال الحارقة من المملكة العربية السعودية إلى نشطاء السلام الذين عززوا النقاش في الوطن المؤلفين توم كونولي وبريان ماير يسرد كيف ساعد السكان المحليين في تشكيل التاريخ.

## الشخصيات
- ريتشارد أسد
- لانس أوغوست
- إريك أفيري فايس
- دانييل بالدوين: الرقيب بين بينينغتون
- ستيفن بار
- أنجيلا باسيت: الملازم فيبي جيتر
- إد بيتشنر
- مارشال بيل
- جودي جان بيرنز
- فرانك بيرني
- مايكل ألان بروكس
- رين ت. براون

## مقابلات
- الرقيب بنيامين بينينجتون ومناقشة ما كان عليه لإنقاذ ديفون جونز.
- الملازم فيبي جيتر تناقش وفاة جدتها أثناء نشر الجنود.
- يولاندا (لعبت من قبل ماريا دياز) مالدونادو تناقش كيف أن ابنهما عن طريق الخطأ يعتقد أن دانيال مالدونادو قد قتل وأيضا كيف أن صبي صغير غير قادر على التعامل مع عدم اليقين من أحد الوالدين يعود إلى ديارهم من الحرب ودانيال مالدونادو يناقش ولادة ابنتهما أثناء نشر الجنود.

## الاختلافات من حساب الأخبار ملخص القراء لإنقاذ ديفون جونز
كانت الطائرتين المستخدمتين لحماية المروحية سيكورسكي إم إتش-53 لإنقاذ ديفون جونز في الواقع طائرتين مختلفتين وليس طائرة هليكوبتر أباتشي. بن بينينجتون هو الاسم الحقيقي للمنسق.